# Julian Schwinger
Julian Seymour Schwinger (ur. 12 lutego 1918 w Nowym Jorku, zm. 16 lipca 1994 w Los Angeles) – amerykański fizyk teoretyk, noblista; profesor Uniwersytetu Harvarda (1947–1972) i Uniwersytetu Kalifornijskiego w Berkeley (od 1972), członek National Academy of Sciences w Waszyngtonie.
Tematy jego badań to relatywistyczna mechanika kwantowa, mechanika statystyczna, fizyka jądrowa i cząstek elementarnych. Nagrodę Nobla otrzymał w roku 1965 wspólnie z Richardem Feynmanem i Shin’ichirō Tomonagą „za fundamentalne prace z dziedziny elektrodynamiki kwantowej, które wywarły duży wpływ na fizykę cząstek elementarnych”.

## Życiorys
Urodzony w żydowskiej rodzinie w Nowym Jorku, był synem Benjamina Schwingera i Belli z domu Rosenfeld.  Uczęszczał do City College of New York, w roku 1939 uzyskał doktorat na Columbia University. W czasie wojny pracował w laboratorium promieniowania w MIT, opracowując teoretyczne podstawy dla radaru.
Był znany jako doskonały pedagog – trzech jego studentów zdobyło później Nagrody Nobla.